# 태극실
태극실(太極室)은 1990년 7월부터 1993년 9월까지 대한민국 철도청(현 한국철도공사 코레일)에서 운용한 여객용 철도 차량 중에서 특실 객차를 부르던 명칭이다.

## 개요
1984년 이전에는 무궁화호는 우등, 통일호는 특급, 비둘기호는 완행으로 불렸으며, 특실과 일반실은 1등실과 2등실로 불렸다. 1984년 이후에 열차의 명칭이 바뀌면서(우등 → 무궁화호, 특급 → 통일호, 완행 → 비둘기호), 1등실과 2등실의 명칭이 지금과 같은 특실과 일반실로 명칭이 바뀌었다.
1990년 7월에는 특실이라는 명칭이 태극실로 바뀌었으며, 1993년 9월에 태극실에서 특실로 명칭이 환원되었다. 태극실에서 특실로 환원이 된 것에 대하여 국민화합에 역행한다는 주장도 있었지만 이에 대해 철도청은 국내외여행객의 불편을 해소하고, 외국인 여행객의 철도여행 편의를 도우며, 세계 통용어가 되다시피한 "특실"로 환원하였다고 밝혔다. "태극실"이라는 명칭이 국내외 여행객들에게 불편을 준 것은 아래와 같다.
- 국내 여행객의 불편 : "태극실"이라는 명칭이 일반 국민 사이에 뿌리내리지 못하고 "특실"이라는 명칭으로 사용됨으로 매표 및 여행안내과정에서 불편을 겪고 있는 것
- 외국인 여행객의 불편 : 외국인 여행자들이 태극실에 대한 이해부족으로 철도 이용상의 불편을 호소하고 있는 것

## 같이 보기
- 특실 객차
- 그린차